# Cieszyłów
Cieszyłów, Cieszołowo (błr. Цешылава, Cieszyława; ros. Тешилово, Tieszyłowo) – wieś na Białorusi, w obwodzie witebskim, w rejonie postawskim. Wchodzi w skład sielsowietu Nowosiółki.

## Historia
Cieszyłów został opisany w Słowniku geograficznym Królestwa Polskiego. Z opisu wynika, że w 1892 roku leżała w parafii Łuczaj, w powiecie wilejskim guberni wileńskiej Imperium Rosyjskiego. Właścicielami byli Sulistrowcy, następnie została podzielona między spadkobierców. Folwark Tieszyłowo leżał w gminie Mańkowicze, w okręgu wiejskim Kubarka. W 1865 roku należał do Okuliczów.
W okresie międzywojennym obecny Cieszyłów dzielił się na majątek Cieszyłów Górny (Cieszyłów-Górka), majątek Cieszyłów Stary oraz folwark Cieszyłów Cerkiewny. Leżały w granicach II Rzeczypospolitej w gminie wiejskiej Hruzdowo, w powiecie postawskim, w województwie wileńskim.
Według Powszechnego Spisu Ludności z 1921 roku zamieszkiwało:
- Cieszyłów Górny i Stary – 56 osób, 36 było wyznania rzymskokatolickiego a 20 prawosławnego. Jednocześnie 35 mieszkańców zadeklarowało polską przynależność narodową a 21 białoruską. Było tu 5 budynków mieszkalnych[5]. Wykaz miejscowości podaje dane dla Górnego i Starego Cieszyłowa. W 1931 Cieszyłów Górny liczył 2 domy zamieszkałe przez 19 osób, a Stary, odpowiednio – 4 domy i 43 mieszkańców[6].
- Cieszyłów Cerkiewny – 11 osób, wszystkie były wyznania prawosławnego i zadeklarowały białoruską przynależność narodową. Był tu 1 budynek mieszkalny[5]. W 1931 w jednym domu mieszkało 10 osób[6].

Miejscowości należały do parafii rzymskokatolickiej w Łuczaju i prawosławnej w Mańkowiczach. Podlegały pod Sąd Grodzki w Postawach i Okręgowy w Wilnie; właściwy urząd pocztowy mieścił się w Hruzdowie.
W 1938 roku miejscowość należała do gromady Zabłocie gminy Hruzdowo.
Na mapie Wojskowego Instytutu Geograficznego z 1932 roku miejscowości zostały oznaczone jako Cieszyłów-Górka.
Po agresji ZSRR na Polskę w 1939 roku wieś znalazła się w granicach BSRR. W latach 1941–1944 była pod okupacją niemiecką. Następnie leżała w BSRR. Od 1991 roku w Republice Białorusi.

## Parafia rzymskokatolicka
Parafia w Cieszyłowie leży w dekanacie postawskim diecezji witebskiej.